# Gobench

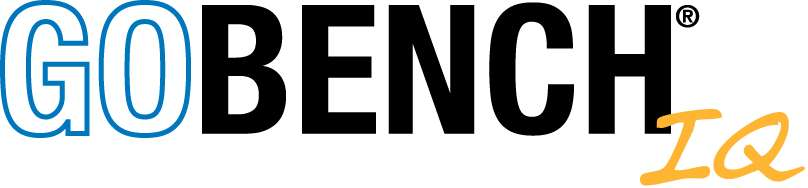
Ehemaliges Logo

Gobench bzw. Gobench IQ (Eigenschreibweise GOBENCH) ist eine Competitive-Intelligence-Software zur Speicherung, Gegenüberstellung und Auswertung von großen und komplexen Datenmengen.
Die Software unterstützt dabei die allgemein gültigen Abläufe von strategischen Markt- und Wettbewerbsanalysen und Benchmarking: Auswahl, Erhebung, Erfassung und Auswertung von Informationen, mit dem Zweck, Potenziale für Unternehmens- und Produktstrategien abzuleiten.

## Funktionen und Logik
Die Software dient dazu, Dateninseln verschiedener Abteilungen und Arbeitsgruppen aufzulösen und in Datenpoolen abzubilden. Im zweiten Schritt können die einzelnen Datenpoole, bzw. deren Datensätze (sogenannte Instanzen) miteinander verlinkt werden, wobei diese Verlinkung kein reiner Hyperlink ist, sondern weitergehende Analysemöglichkeiten bietet. Es wird dabei keine klassische „Ordnerstruktur“ verwendet, sondern alle Datenpoole können für sich genommen eigenständig und unabhängig existieren und bei Bedarf untereinander vernetzt werden. Zum Auffinden und Auswerten spezifischer Daten kann der Einstieg in die Daten deshalb aus unterschiedlichen Richtungen erfolgen.
Der Sinn von Gobench ist es, Daten so aufzubereiten, dass grundlegende Vergleiche und weitergehende Analysen angestellt werden können. Hierbei sind die Daten in der Regel so strukturiert, dass eine Auswahl (Selektion, bspw. durch Filter und Bereichssuche) erfolgen muss. Die Analysemöglichkeiten werden kontextbezogen erstellt. Wesentliche Funktion stellt hierbei der tabellarische Vergleich dar, ergänzt wird dieser durch Diagramme zur Auswertungen mittels Balken-, Säulen-, Liniendiagrammen, Korrelationen von Informationen sowie Vergleiche von Messreihen.

### Analysemöglichkeiten
- Kosten (z. B. Produkt, Prozess, Technologie)
- Best in Class (Identifikation der besten Produkte/Lösungen/Alleinstellungsmerkmale)
- Stücklisten
- Aggregationen
- Pricing
- Statistische Auswertungen
- Innovationsbewertung[3]

Die Hochschule Hamm-Lippstadt lehrt seit 2012 im Fachbereich Ingenieurwissenschaften auch die Anwendung und die Einsatzmöglichkeiten von Gobench IQ.